# Tenaphalara aphanmixis
Tenaphalara aphanmixis är en insektsart som beskrevs av Yang och Li 1985. Tenaphalara aphanmixis ingår i släktet Tenaphalara och familjen Carsidaridae. Inga underarter finns listade i Catalogue of Life.